# Malia (Sängerin)
Malia (* 1978 in Malawi) ist eine Jazzsängerin.

## Leben und Wirken
Malias Mutter stammt aus Malawi, der Vater ist Brite. Als Teenager siedelte sie aus ihrer Heimat über nach London und begann zu singen. 2001 hörte sie in New York zufällig ein Lied der Französin Liane Foly und war so fasziniert, dass sie mit dem Komponisten und Produzenten des Songs, André Manoukian, Kontakt aufnahm und seither mit ihm zusammen drei Alben herausbrachte. Ihr 2002 erschienenes Debütalbum Yellow Daffodils kam bei Kritikern und Publikum gut an und brachte ihr einen ersten Charterfolg. 2004 folgte das zweite Album Echoes of Dreams, 2007 das dritte Album Young Bones. Ihr viertes Album Black Orchid ist eine Hommage an Nina Simone.
Malias am Cool Jazz orientierter Gesangsstil kokettiert erfolgreich mit Stilen der 1960er- und 1970er-Jahre. Zu ihren Vorbildern gehören Billie Holiday, Sarah Vaughan und Nina Simone. Einiges Aufsehen erregte 2003 ihr Videoclip zur Maxi-CD Purple Shoes (Sony BMG), in dem sie, nur mit diesen Schuhen bekleidet, singend durch die Stadt spaziert. 2004 wurde Malia für den deutschen Musikpreis Echo in der Sparte Jazz-Produktion des Jahres national/international nominiert.

## Alben
- Yellow Daffodils (2002)
- Echoes of Dreams (2004)
- Young Bones (2007)
- Black Orchid (2011)
- Convergence (Malia & Boris Blank, 2014)
- Malawi Blues / Njira (MPS, 2016)
- Ripples (Echoes of Dreams) (MPS, 2018)
- The Garden of Eve (MPS, 2020)
- One Grass Skirt to London (MPS, 2025)

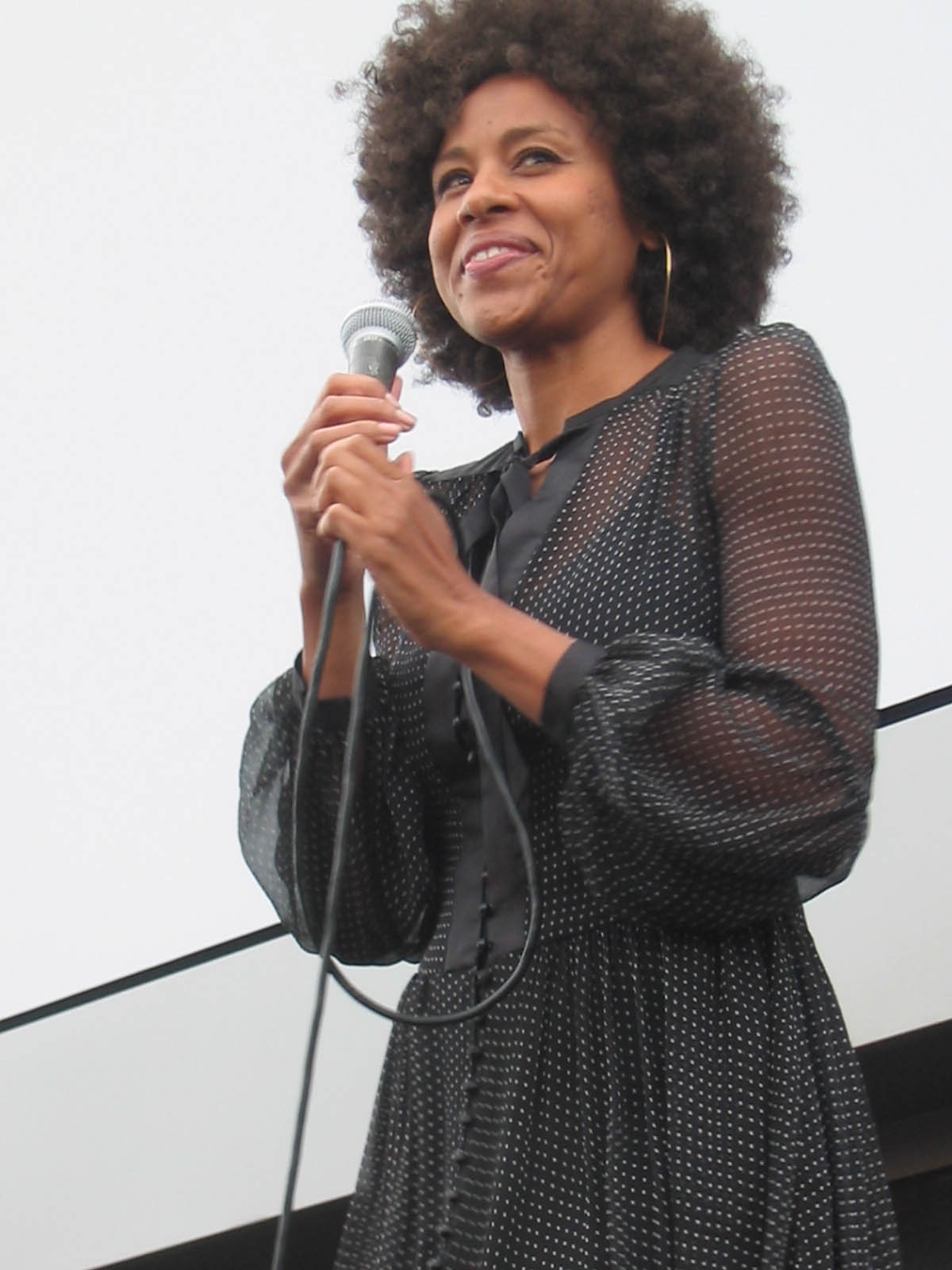
Malia beim Jazzfest Open Air in Wien
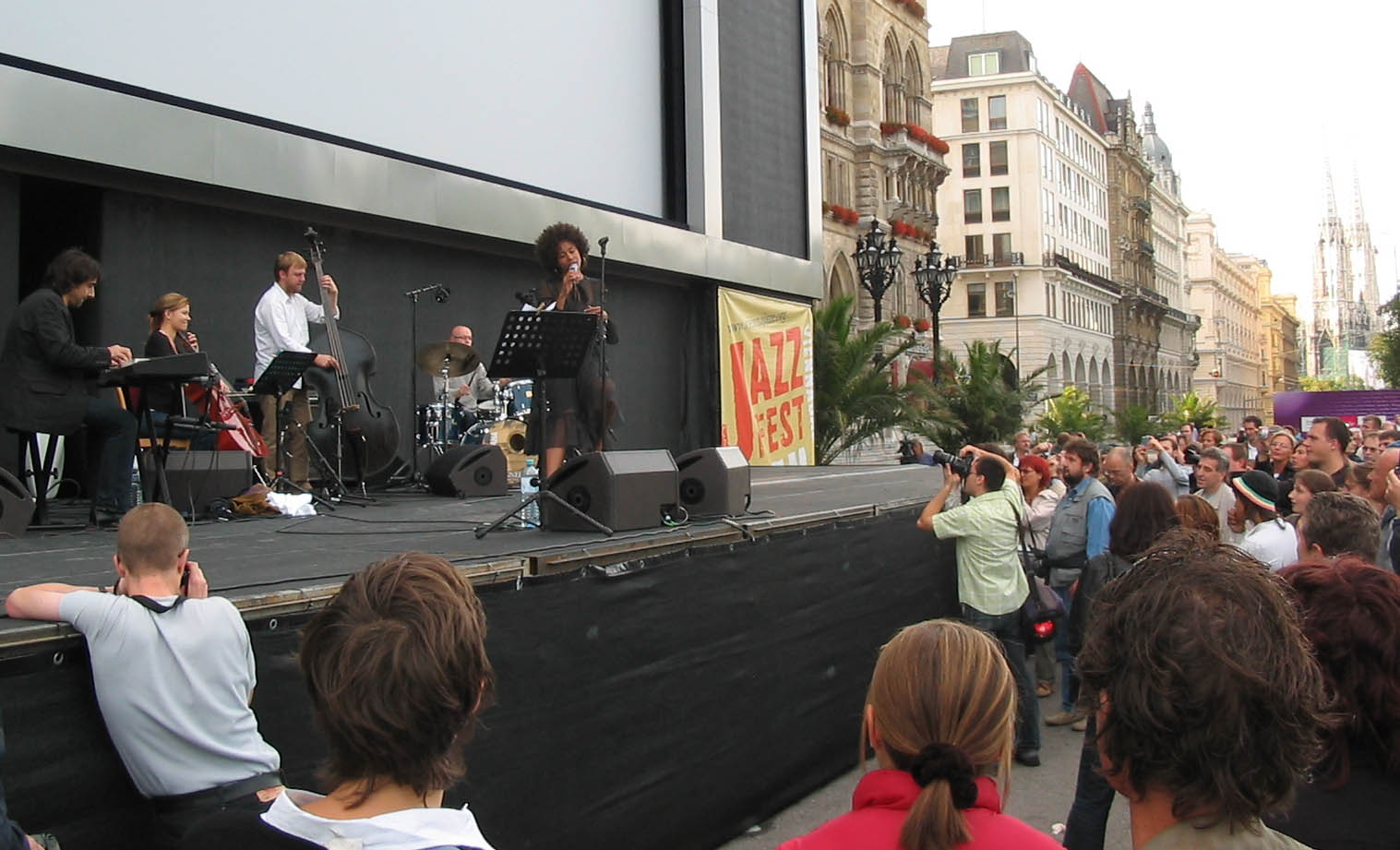
Jazzfest Wien 2007 (Malia, an den Keys: Manoukian)
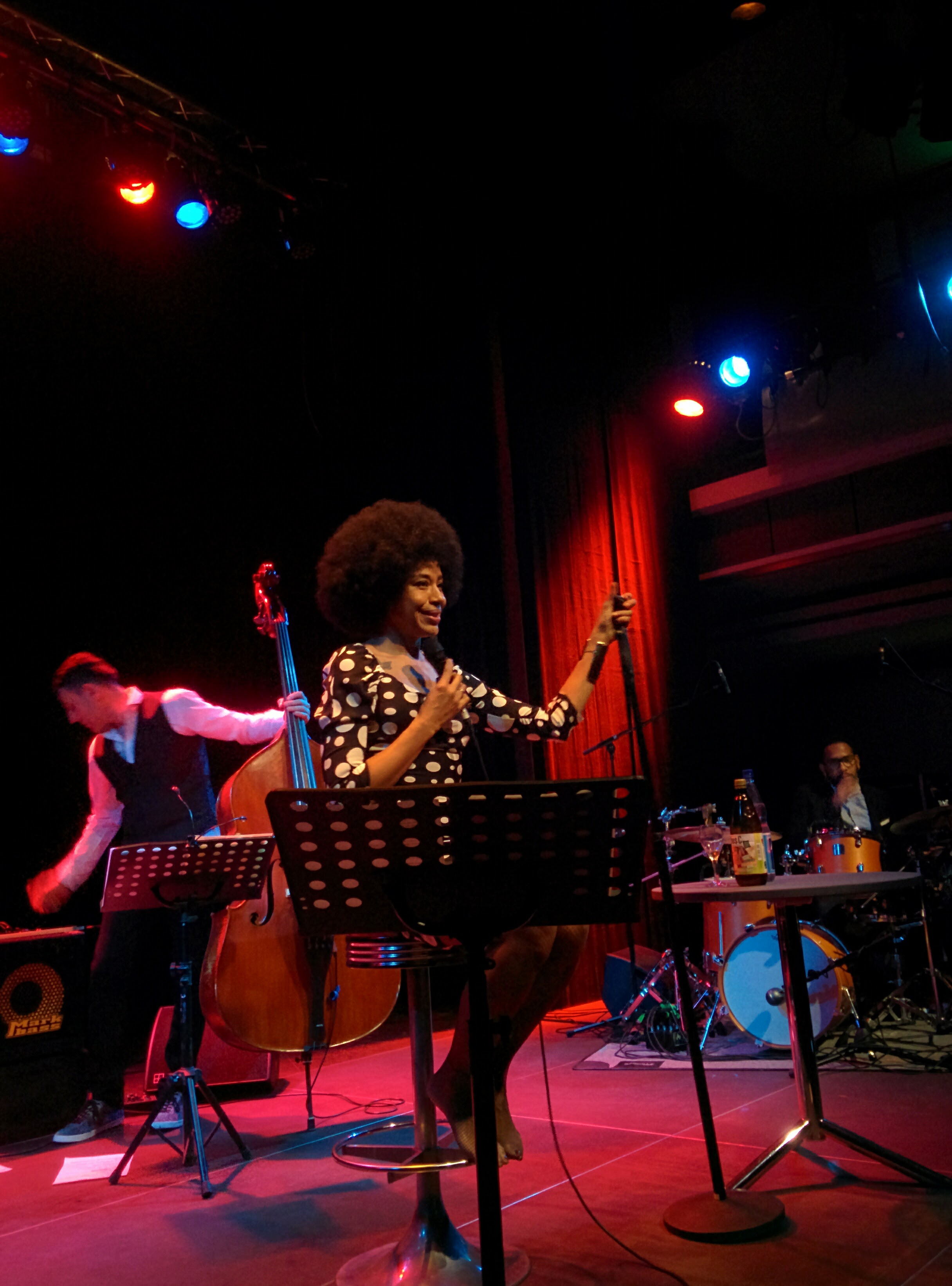
Malia beim Konzert in Frankfurter Hof, Mainz